# آكي برغمان
آكي برغمان (26 مايو 1896 – 27 فبراير 1941) هو سبّاح سويدي راحل، مثّل بلاده في الألعاب الأولمبية الصيفية 1912.

## روابط خارجية
آكي برغمان على موقع اللجنة الأولمبية الدولية (الإنجليزية)
- آكي برغمان على موقع أوليمبيديا (الإنجليزية)
- آكي برغمان على موقع اللجنة الأولمبية السويدية (السويدية)